# There's No Place Like America Today
There's No Place Like America Today è un album in studio del cantante statunitense Curtis Mayfield, pubblicato nel 1975.

## Tracce
1. Billy Jack – 6:10
2. When Seasons Change – 5:28
3. So in Love – 5:15
4. Jesus – 6:13
5. Blue Monday People – 4:50
6. Hard Times – 3:45
7. Love to the People – 4:07